# Державний службовець
Державними службовцями  є особи, на яких покладається безпосереднє виконання функцій держави на відповідній території, у конкретній галузі державного управління.

## Статус
Державний службовець (в Україні) — це громадянин чи громадянка України, що займає посаду державної служби в органі державної влади, іншому державному органі, його апараті (секретаріаті), одержує заробітну плату за рахунок коштів державного бюджету та здійснює встановлені для цієї посади повноваження, безпосередньо пов'язані з виконанням завдань і функцій такого державного органу, а також дотримується принципів державної служби.

## Проблеми визначеності
Співвідношення понять «державний службовець», «посадова особа», «службова особа» є предметом дискусій учених-адміністративістів. Уявляється, що службова особа — найширше поняття, охоплює собою всі інші, і стосується персоналу як державних, так і комерційних структур. Державний службовець завжди є службовою, але не завжди посадовою особою. Посадова особа може працювати як у державних, так і в органах місцевого самоврядування. Конституція України використовує дефініції «посадові / службові особи органів державної влади / органів місцевого самоврядування» (стаття 42).
Також можна говорити про «публічних службовців» — виходячи зі змісту поняття публічної служби, це: особи, які обіймають державні політичні посади, судді, прокурори, військовослужбовці(-виці), альтернативні (невійськові) службовці, дипломати, інші державні службовці, службовці органів влади Автономної Республіки Крим, службовці місцевого самоврядування.

## Види державних службовців
Згідно з адміністративно-правовим розподіленням державні службовці традиційно розглядаються з погляду юридичної класифікації, яка поділяє їх на:
 — представників влади;
 — посадових осіб;
 — допоміжно-технічний або обслуговчий персонал.
Для управлінських цілей частіше за все використовується функціональна класифікація, згідно з якою прийнято виділяти три категорії працівників:
- керівників:
  - вищої ланки;
  - середньої ланки;
  - низової ланки.
- спеціалістів:
  - особи, які приймають і виконують управлінські рішення в рамках функціональних обов'язків у сфері зовнішнього управління;
  - особи, зайняті переважно або виключно оперуванням інформацією, підготовкою управлінських рішень і перевіркою їх виконання;
  - спеціалісти у вузькому розумінні цього слова, наприклад, особи, які виконують машинну обробку інформації, експерти тощо.
- допоміжний склад.

Існує класифікація державних службовців також за видами служби, на якій вони перебувають:
1. звичайна (цивільна) служба;
2. спеціальна (мілітаризована) служба[3].

## Хто може і хто не може бути державним службовцем
«Громадяни користуються рівним правом доступу до державної служби, а також до служби в органах місцевого самоврядування» (Стаття 38 Конституції України)
Право бути державним службовцем мають громадяни України, яким виповнилося 18 років, незалежно від раси, кольору шкіри, політичних, релігійних та інших переконань, статі, етнічного та соціального походження, майнового стану, місця проживання, які вільно володіють державною мовою.
Не може бути державним службовцем особа, яка:
1. за рішенням суду визнана недієздатною або дієздатність якої обмежена;
2. має судимість за вчинення умисного злочину, якщо така судимість не погашена або не знята в установленому законом порядку;
3. відповідно до вироку суду позбавлена права займатися діяльністю, пов'язаною з виконанням функцій держави, або обіймати відповідні посади;
4. піддавалася адміністративному стягненню за корупційне правопорушення — протягом року з дня набрання відповідним рішенням суду законної сили;
5. має громадянство іншої держави[4].

Не допускається призначення осіб на посади державної служби, на яких вони будуть безпосередньо підпорядковані близьким особам.

## Правовий статус державних службовців

### Права державного службовця
Державний службовець має право на:
1. повагу до своєї особистості, гідності, справедливе і шанобливе ставлення до себе з боку керівників, співробітників та інших осіб;
2. чітке визначення своїх посадових обов'язків та матеріально-технічне забезпечення їх виконання;
3. доступ до необхідної для виконання посадових обов'язків інформації;
4. оплату праці залежно від займаної посади державної служби, результатів службової діяльності, стажу державної служби та рангу державного службовця;
5. підвищення рівня професійної компетентності за рахунок державних коштів;
6. просування по службі;
7. відпустку, соціальне та пенсійне забезпечення відповідно до закону;
8. безпечні умови праці;
9. проведення службового розслідування за його вимогою з метою зняття безпідставних, на його думку, звинувачень або підозри;
10. безперешкодне ознайомлення з документами щодо проходження ним державної служби.

### Обов'язки державного службовця
Державний службовець зобов'язаний:
1. діяти лише на підставі, у межах повноважень та у спосіб, передбачені Конституцією та законами України;
2. дотримуватися принципів державної служби;
3. з повагою ставитися до державних символів України;
4. сумлінно виконувати свої посадові обов'язки;
5. виконувати в межах посадових обов'язків рішення державних органів та/або органів влади Автономної Республіки Крим, а також накази, розпорядження та доручення керівників, надані в межах їх повноважень;
6. дотримуватися вимог законодавства у сфері запобігання і протидії корупції;
7. дотримуватися встановлених законодавством правил професійної етики державного службовця;
8. запобігати виникненню конфлікту інтересів під час проходження державної служби;
9. дотримуватися правил внутрішнього службового розпорядку відповідного державного органу, органу влади Автономної Республіки Крим або їх апарату;
10. підвищувати рівень своєї професійної компетентності.

### Обмеження державних службовців
«Підприємницька діяльність депутатів, посадових і службових осіб органів державної влади та органів місцевого самоврядування обмежується законом» (Стаття 42 Конституції України)
Право на державну службу з урахуванням вимог щодо рівня професійної компетентності, напряму підготовки (спеціальності) та обмежень, установлених Законом України «Про державну службу», мають громадяни України, яким виповнилося 18 років, незалежно від раси, кольору шкіри, політичних, релігійних та інших переконань, статі, етнічного та соціального походження, майнового стану, місця проживання, які вільно володіють державною мовою.
На державну службу не може вступити особа, яка:
1. за рішенням суду визнана недієздатною або дієздатність якої обмежена;
2. має судимість за вчинення умисного злочину, якщо така судимість не погашена або не знята в установленому законом порядку;
3. відповідно до вироку суду позбавлена права займатися діяльністю, пов'язаною з виконанням функцій держави, або обіймати відповідні посади;
4. набрання відповідним рішенням суду законної сили;
5. має громадянство іншої держави.

Не допускається призначення осіб на посади державної служби, на яких вони будуть безпосередньо підпорядковані близьким особам.
Особа, яка вступає на державну службу, зобов'язана до призначення на посаду державної служби вийти зі складу виконавчого органу чи наглядової ради підприємства або організації, що має на меті одержання прибутку (крім випадків, коли особа здійснює функції з управління акціями (частками, паями), що належать державі або територіальній громаді, та представляє інтереси держави або територіальної громади в раді товариства (спостережній раді), ревізійній комісії господарського товариства), припинити іншу оплачувану або підприємницьку діяльність, крім викладацької, наукової і творчої діяльності, медичної практики, інструкторської та суддівської практики із спорту.

### Виконання державним службовцем доручень
Державні службовці під час виконання посадових обов'язків діють у межах повноважень, визначених законодавством, та відповідно до посадових інструкцій.
Доручення керівників, надані в межах їх повноважень, є обов'язковими до виконання підлеглими державними службовцями.
У разі виникнення сумніву щодо законності наданого керівником доручення державний службовець має право вимагати письмового підтвердження цього доручення, після отримання якого зобов'язаний його виконати. Одночасно з виконанням такого наказу (розпорядження), доручення державний службовець зобов’язаний у письмовій формі повідомити про нього керівника вищого рівня або орган вищого рівня. У такому разі державний службовець звільняється від відповідальності, якщо доручення буде визнане незаконним у встановленому порядку, крім випадків виконання явно злочинного наказу.
Керівник у разі отримання вимоги державного службовця про надання письмового підтвердження доручення зобов'язаний письмово підтвердити або скасувати відповідне доручення.

## Кар'єра державних службовців
У широкому розумінні, кар'єра державного службовця — це рух, життєвий прогрес, динаміка, просування по службі. Говорять про професійну і посадову кар'єру. Професійна кар'єра є підставою посадової, а посадова — форма реалізації професійної.

### Етапи кар'єри
I. Входження в кар'єру
прийняття на посаду — ознайомлення з обов'язками — випробувальний термін — професійне навчання — перші навички
II. Становлення
адаптація — формування системного уявлення про специфіку посади — зайняття посади вищого рівня
III. Сталість
оволодіння професією — досягнення стійкого положення — просування щаблями служби — переміщення в державний орган вищого рівня — досягнення високого професіоналізму та компетентності — досягнення високої результативності роботи
IV. Зрілість
максимальне використання свого кар'єрного потенціалу — нарощування авторитету — досягнення компетентності, що перевищує особистий професійний рівень
V. Згасання кар'єри
досягнення високого статусу, шанування заслуг — зниження професійної активності — перехід на патронатні посади — відчуття необхідності передати свої знання іншим — перехід до викладацької роботи.

### Ранги державних службовців
Установлюється п'ятнадцять рангів державних службовців (з 1 січня 2016 року — 9 рангів).
Ранги державних службовців присвоюються одночасно з призначенням на посаду державної служби. Черговий ранг присвоюється державному службовцю через кожні два роки з урахуванням оцінювання результатів його службової діяльності.

### Проходження служби
Просування державного службовця по службі здійснюється шляхом:
1. зайняття вищої посади державної служби у порядку переведення;
2. присвоєння наступного рангу державного службовця.

Державний службовець може бути направлений у відрядження для виконання завдань, пов'язаних з його службовою діяльністю.
Стаж державної служби дає право на встановлення державному службовцю надбавки за вислугу років, надання додаткової оплачуваної відпустки, призначення пенсії, надання вихідної допомоги та виплати одноразової грошової допомоги.

### Закінчення кар'єри
Підставами припинення кар'єри державного службовця є:
1. втрата права на державну службу або його обмеження;
2. закінчення строку призначення;
3. ініціатива державного службовця;
4. ініціатива суб'єкта призначення[9];
5. настання обставин, що склалися незалежно від волі сторін;
6. незгода державного службовця на проходження державної служби у разі зміни її істотних умов;
7. досягнення державним службовцем шістдесятип'ятирічного віку;
8. визнання державного службовця безвісно відсутнім або оголошення його померлим згідно з рішенням суду, що набрало законної сили;
9. смерть державного службовця.
10. інші підстави, передбачені законом[10].

## Відповідальність державного службовця

### Дисциплінарна відповідальність
Дисциплінарна відповідальність полягає у накладенні на державного службовця дисциплінарних стягнень за вчинення дисциплінарних проступків, визначених законом.
Підставою для притягнення державного службовця до дисциплінарної відповідальності є вчинення ним дисциплінарного проступку.
До державних службовців застосовуються такі види дисциплінарних стягнень:
1. зауваження;
2. догана;
3. попередження про неповну службову відповідність;
4. звільнення з посади державної служби.

За кожний дисциплінарний проступок накладається одне дисциплінарне стягнення.

### Майнова відповідальність
Майнова та моральна шкода, завдана фізичним або юридичним особам незаконними рішеннями, діями чи бездіяльністю державного службовця під час здійснення ним своїх повноважень, відшкодовується за рахунок держави.
Держава в особі суб'єкта призначення має право зворотної вимоги (регресу) до винного державного службовця у розмірі та порядку, визначених законом.